# Dinotrema subcuriosum
Dinotrema subcuriosum är en stekelart som beskrevs av Vladimir Ivanovich Tobias 2007. Dinotrema subcuriosum ingår i släktet Dinotrema och familjen bracksteklar. Inga underarter finns listade i Catalogue of Life.